# Hyæner
Hyæner (Hyaenidae) er en rovdyrfamilie med fire medlemmer. 3 egentlige hyæner og jordulven.
Hyæne-familien nedstammer fra kattedyrene (Felidae) og desmerdyrene (Viverridae) og har eksisteret siden Miocæn for 5-23 millioner år siden. 

## Uddøde arter
Indtil slutningen på sidste istid for 12,500 år siden, var der også hyæner i det meste af Europa. Fra den Iberiske halvø til det østlige Sibirien levede Hulehyænen (Crocuta crocuta spelaea) som var væsentlig større end de hyæne-arter vi kender i dag. Det vurderes at Hulehyæner vejede over 100 kg og de jagede meget store byttedyr såsom vildheste, uldhåret næsehorn og bison, men også rensdyr og hjorte var på menuen.

## Klassifikation
- Familie Hyæner Hyaenidae
  - Underfamilie Hyaeninae
    - Plettet hyæne Crocuta crocuta
    - Brun hyæne Parahyaena brunnea (tidligere Hyaena brunnea)
    - Stribet hyæne Hyaena hyaena

  - Underfamilie Protelinae
    - Jordulv Proteles cristatus